# Euglenozoa
Die Euglenozoa bilden ein Taxon eukaryotischer geißeltragender Excavata. Die Euglenozoa wurden früher den Flagellaten der Protozoen zugeordnet.

## Merkmale
Die meisten Euglenozoa sind zwischen 15 und 40 µm lang und damit relativ klein, einige werden jedoch bis zu 500 µm groß. Als entscheidende Synapomorphie der Euglenozoa wird das Vorkommen heteromorpher Paraxonemalstäbe parallel zum Axonem der Geißeln angesehen. Auf molekularer Ebene sind das Auftreten des außergewöhnlichen DNA-Bausteins Beta-D-glucosyl-hydroxymethyluracil („Base J“), sowie das Trans-Spleißen charakteristische Merkmale der Euglenozoa.

## Systematik
Untergruppen der Euglenozoa sind:
- Euglenida
- Kinetoplastea
- Diplonemea
- Symbiontida

## Verbreitung und Lebensweise
Vertreter der Euglenozoa sind weltweit verbreitet und sehr vielfältig in ihrer Lebensweise. Es gibt photoautotrophe, Photosynthese treibende Arten, heterotrophe Arten, Parasiten und Krankheitserreger.

## Nachweise
1. ↑  
A. G. B. Simpson, J. van den Hoff, C. Bernard, H. Burton, D. J. Patterson: The ultrastructure and systematic position of the euglenozoon Postgaardi mariagerensis, Fenchel et al. In: Archiv für Protistenkunde. 147, 3–4, April 1997, S. 213–225.
2. ↑  
J. H. Gommers-Ampt, F. Van Leeuwen, A. L. de Beer, J. F. Vliegenthart, M. Dizdaroglu, J. A. Kowalak, P. F. Crain, P. Borst: Beta-D-glucosyl-hydroxymethyluracil: a novel modified base present in the DNA of the parasitic protozoan T. brucei. In: Cell. 75, 1993, S. 1129–1136.
3. ↑  
C. Frantz, C. Ebel, F. Paulus, P. Imbault: Characterization of trans-splicing in euglenoids. In: Curr. Genet. 37, 2000, S. 349–355.
4. ↑  
S. M. Adl, A. G. B. Simpson, C. E. Lane, J. Lukeš, D. Bass, S. S. Bowser, M. W. Brown, F. Burki, M. Dunthorn, V. Hampl, A. Heiss, M. Hoppenrath, E. Lara, L. le Gall, D. H. Lynn, H. McManus, E. A. D. Mitchell, S. E. Mozley-Stanridge, L. W. Parfrey, J. Pawlowski, S. Rueckert, L. Shadwick, C. L. Schoch, A. Smirnov, F. W. Spiegel: The Revised Classification of Eukaryotes. In: Journal of Eukaryotic Microbiology. 59, 2012, S. 429–514. (PDF; online)